# 新布拉瑟
新布拉瑟（羅馬化：Novyye Burasy）是俄罗斯萨拉托夫州的市级镇，为该州新布拉瑟区行政中心及规模最大聚居地。地处萨拉托夫州北部，位于顿河流域梅德韦季察河一支流小梅德韦季察河畔，靠近其源头。附近的火车站有东北9公里处的布拉瑟站。州府萨拉托夫位于该镇南方。
建于1777年，1968年设市级镇。该地2022年人口有5,727人；2010年人口5,870；2002年人口6,517；1989年人口5,857。